# Вулиця Інженера Бородіна
Ву́лиця Інжене́ра Бородіна́ — вулиця в Дніпровському районі міста Києва, місцевість ДВРЗ. Пролягає від вулиці Олекси Довбуша до Рогозівської вулиці.
Прилучаються вулиці Макаренка та Енергодарська.

## Історія
Вулиця виникла в 1950-х роках (хоча забудова кварталу між вулицями Макаренка та Волховською належить ще до середини 1930-х років) під назвою 813-та Нова. З 1955 року носила назву вулиця Сергія Лазо, на честь радянського державного і військового діяча часів громадянської війни Сергія Лазо.
Сучасна назва на честь російського інженера і вченого в галузі залізничного транспорту, керівника Київсько-Брестської залізниці, начальника Південно-Західних залізниць Олександра Бородіна — з 2016 року.

## Зображення

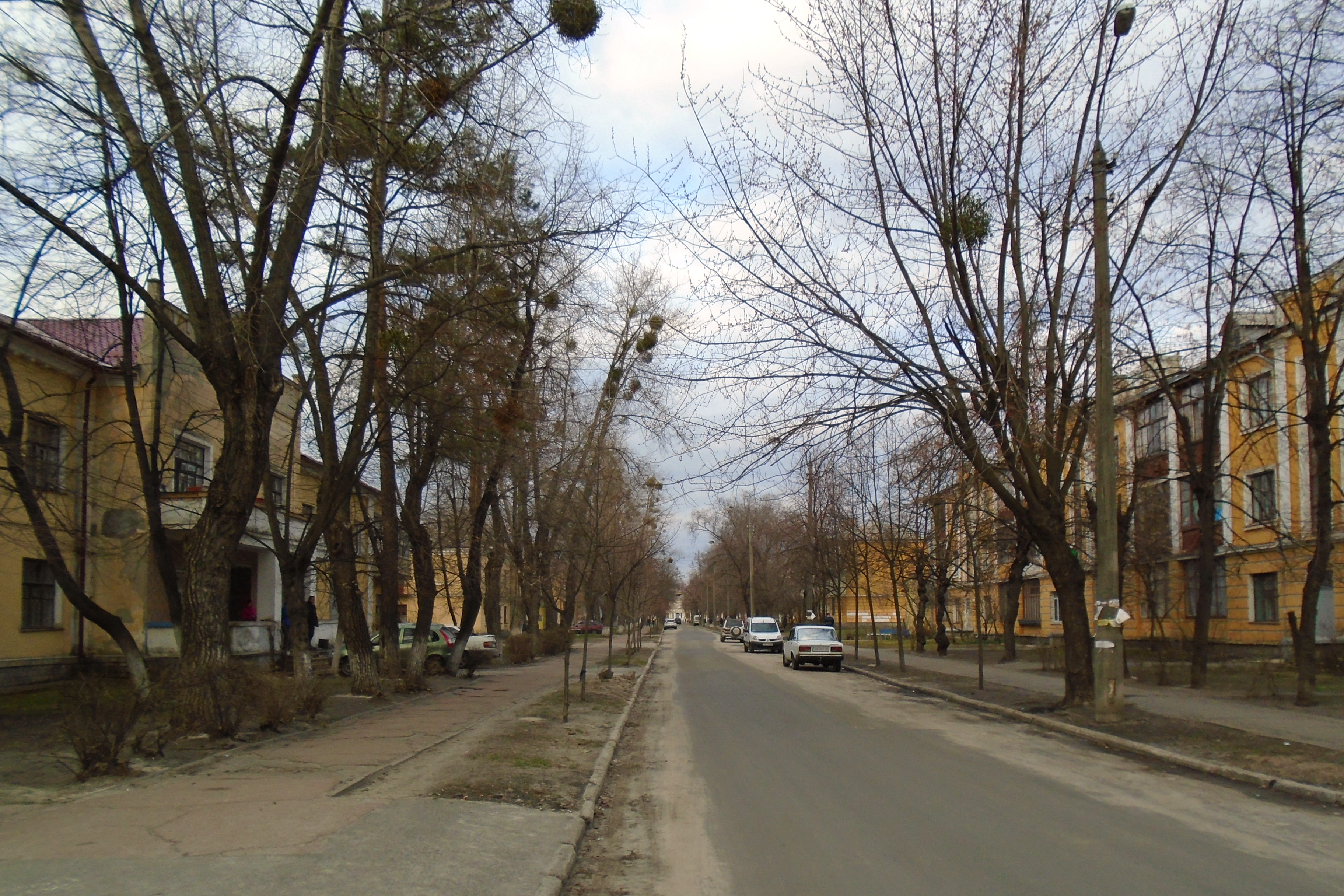
Біля перехрестя з вулицею Макаренка
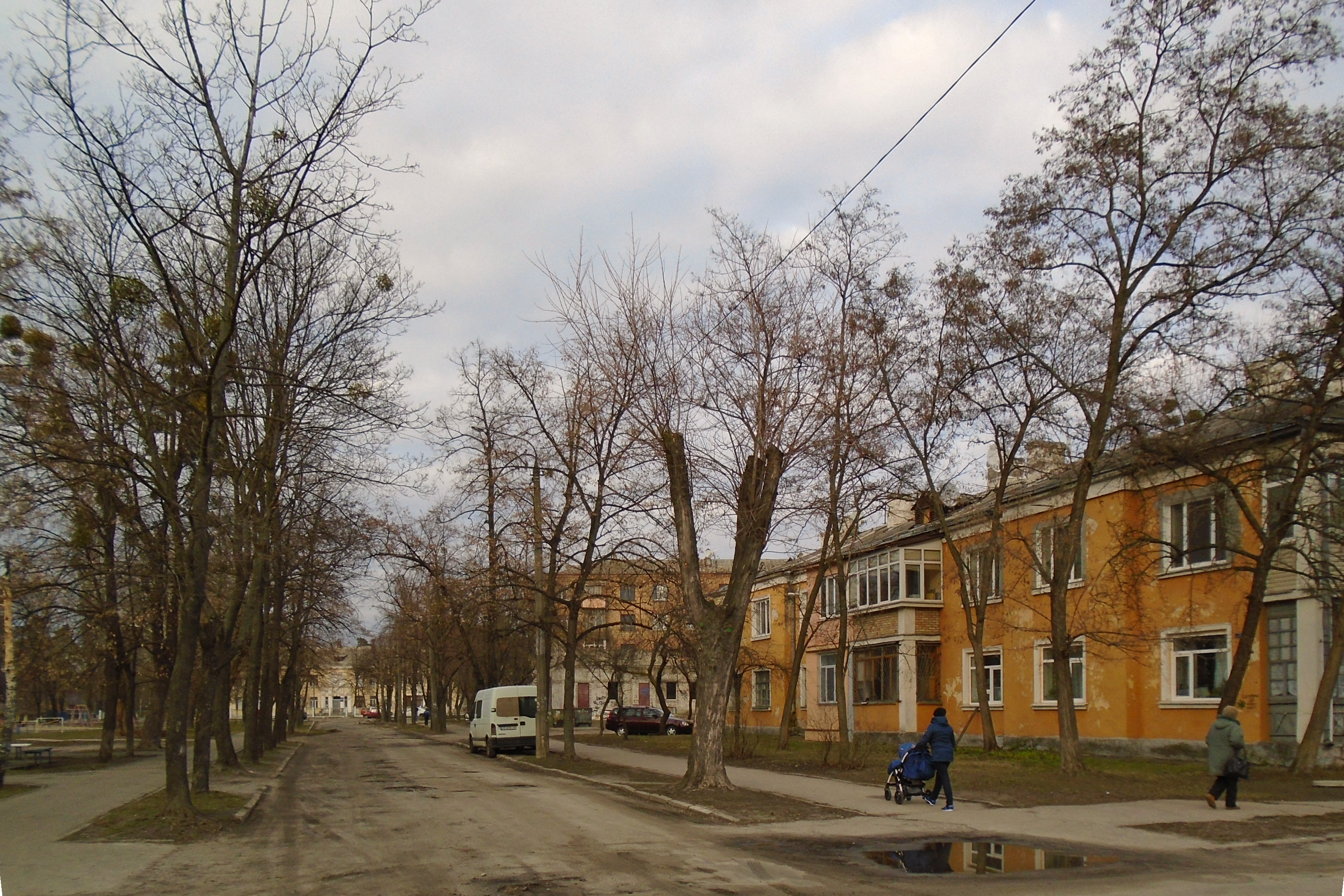
Біля перехрестя з вулицею Енергодарською
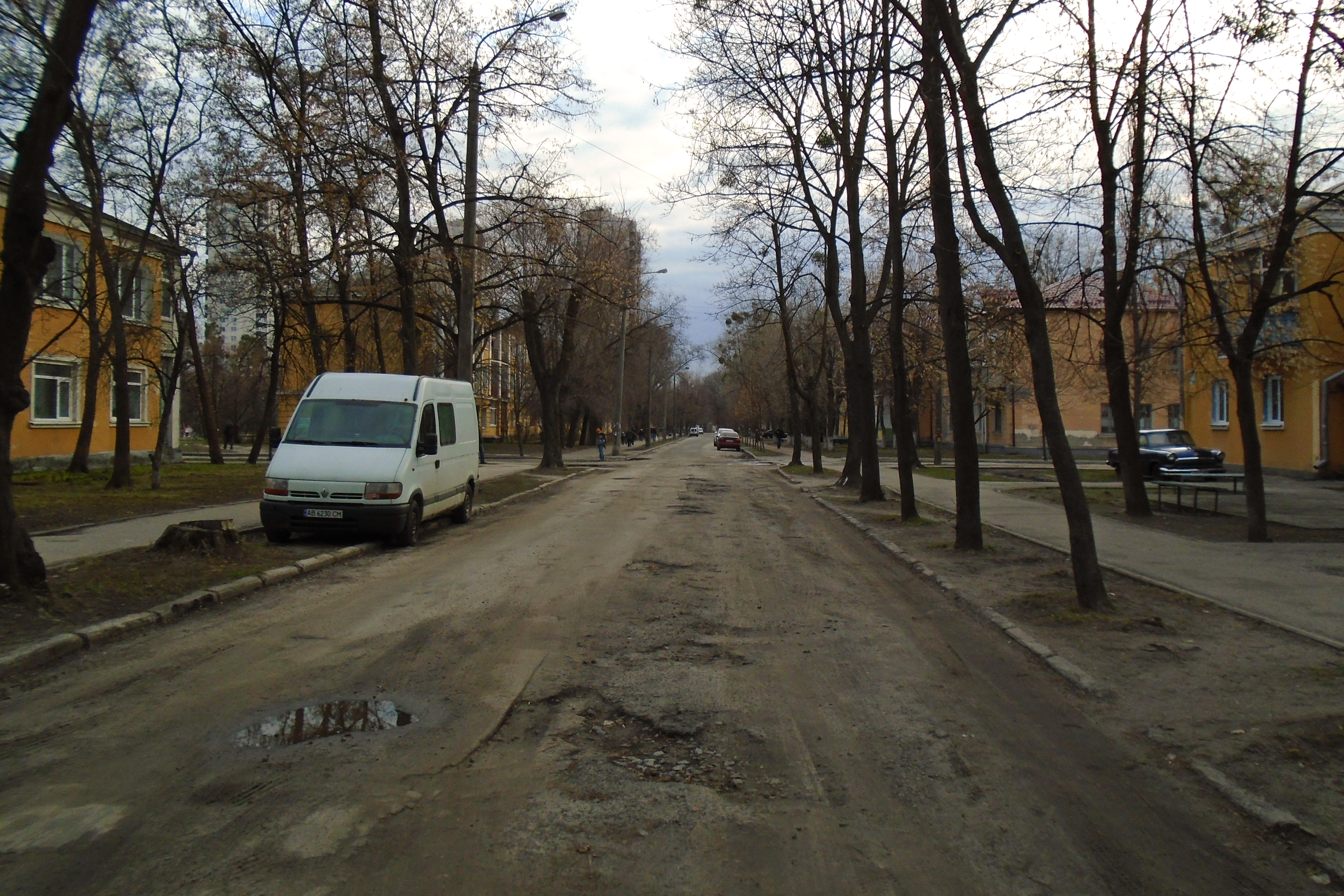
Кінцева ділянка вулиці
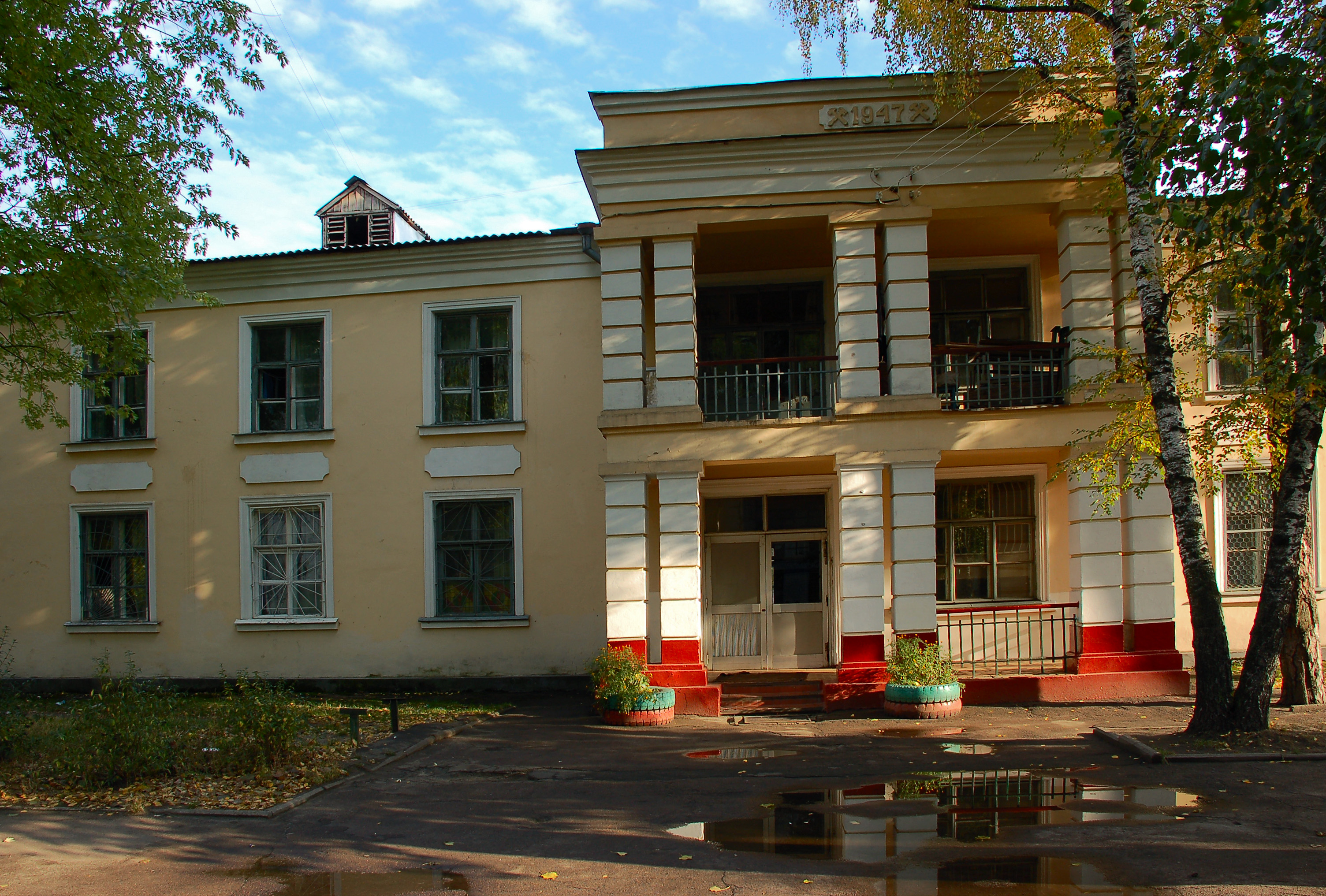
Будинок № 4
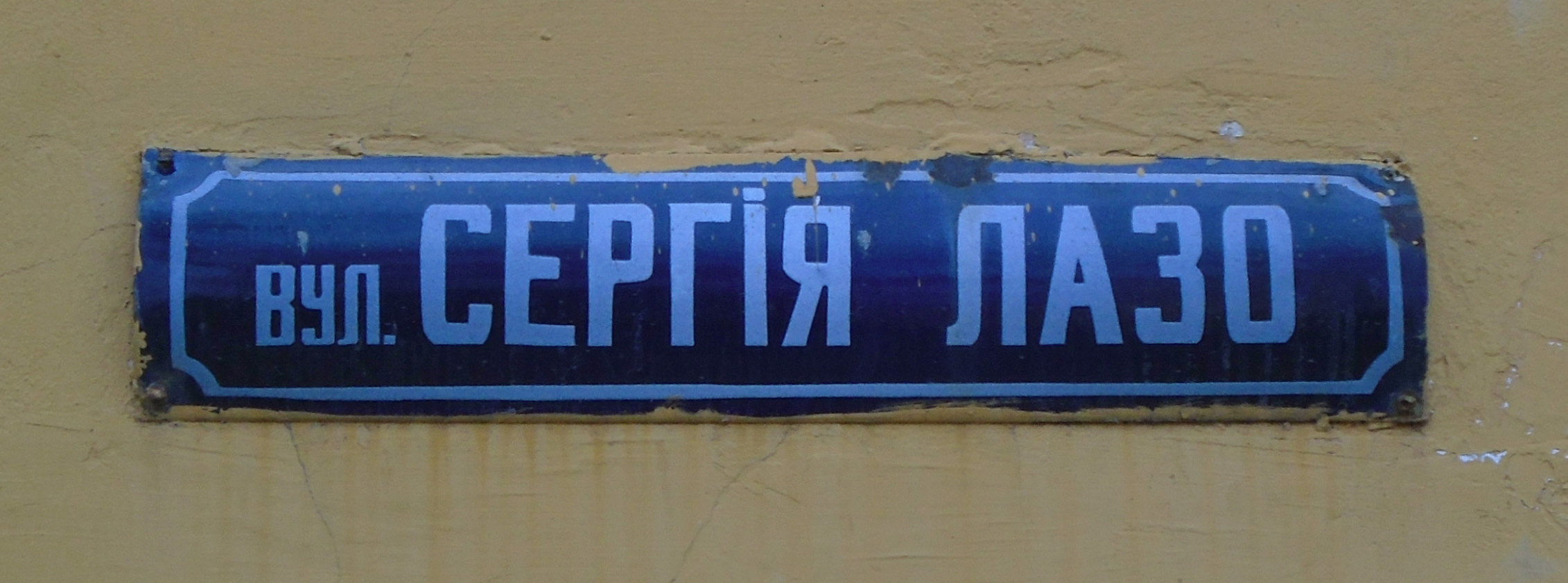
Адресна табличка з колишньою назвою вулиці